# دیوردی برودی
دیوردی برودی (مجاری: György Bródy; ۲۱ ژوئیهٔ ۱۹۰۸ – ۵ اوت ۱۹۶۷) بازیکن واترپلو اهل مجارستان بود.